# James Gomez
James Gomez (Bakary Sambouya, Gambia, 14 de noviembre de 2001) es un futbolista gambiano que juega como defensa en el Odense BK de la Primera División de Dinamarca.

## Selección nacional
Debutó con la selección nacional de Gambia el 8 de junio de 2021 en un amistoso contra Togo y marcó el único gol del partido.

## Estadísticas

### Clubes
Actualizado al último partido disputado el 3 de junio de 2023.
| Club                                 | Div.          | Temporada     | Liga  | Liga  | Copas nacionales | Copas nacionales | Copas internacionales | Copas internacionales | Total | Total |
| Club                                 | Div.          | Temporada     | Part. | Goles | Part.            | Goles            | Part.                 | Goles                 | Part. | Goles |
| ------------------------------------ | ------------- | ------------- | ----- | ----- | ---------------- | ---------------- | --------------------- | --------------------- | ----- | ----- |
| AC Horsens Dinamarca                 | 1.ª           | 2019-20       | 3     | 0     | 0                | 0                | —                     | —                     | 3     | 0     |
| AC Horsens Dinamarca                 | 1.ª           | 2020-21       | 13    | 1     | 2                | 0                | —                     | —                     | 15    | 1     |
| AC Horsens Dinamarca                 | 2.ª           | 2021-22       | 31    | 0     | 2                | 0                | —                     | —                     | 33    | 0     |
| AC Horsens Dinamarca                 | 1.ª           | 2022-23       | 28    | 1     | 1                | 0                | —                     | —                     | 29    | 1     |
| AC Horsens Dinamarca                 | Total club    | Total club    | 75    | 2     | 5                | 0                | 0                     | 0                     | 80    | 2     |
| A. C. Sparta Praga · República Checa | 1.ª           | 2023-24       | 0     | 0     | 0                | 0                | 0                     | 0                     | 0     | 0     |
| A. C. Sparta Praga · República Checa | Total club    | Total club    | 0     | 0     | 0                | 0                | 0                     | 0                     | 0     | 0     |
| Total carrera                        | Total carrera | Total carrera | 75    | 2     | 5                | 0                | 0                     | 0                     | 80    | 2     |